# 海因里希·昆哈特
海因里希·昆哈特（德語：Heinrich Khunrath；1560年—1605年9月9日），又名 亨里库斯·昆哈特（Dr. Henricus Khunrath） , 是一位日耳曼医师，赫尔墨斯主义及卡巴拉的信奉者以及炼金术士。弗朗西斯·叶茨认为他是连接約翰·迪伊的思想与玫瑰十字会主义的纽带。

## 早期生活
昆哈特生于萨克森州德累斯顿，其父是商人塞巴斯蒂安·昆哈特，母亲名为安娜。他的哥哥是莱比锡医师康拉德·昆哈特。
1570年冬天，十岁的昆哈特以亨利库斯·康拉德·利普斯为名登记进入莱比锡大学深造。他在1574年初次接触炼金术。
1588年5月昆哈特登记进入巴塞尔大学，并在同年9月3日获得了医学博士学位。
——由于反复使用假名，他的一生环绕着许多谜团。

## 事业
昆哈特曾在德累斯顿，玛格德堡和汉堡行医，他在也许莱比锡有一定的专业地位。
1588年之后，昆哈特四处旅行，在哈布斯堡王朝皇帝鲁道夫二世的居住地布拉格也有停留。关于他与約翰·迪伊的交集（在不来梅或者布拉格）并未留下任何文字记录，但在1589年他们或许有过碰面。自1591年9月开始，昆哈特成为了罗森堡的宫廷医师并留在了特熱邦，在那里他也许曾见过出版商及炼金术士约翰·托德。
昆哈特一直与约翰·阿恩特保持联系，后者也评论了他的作品。

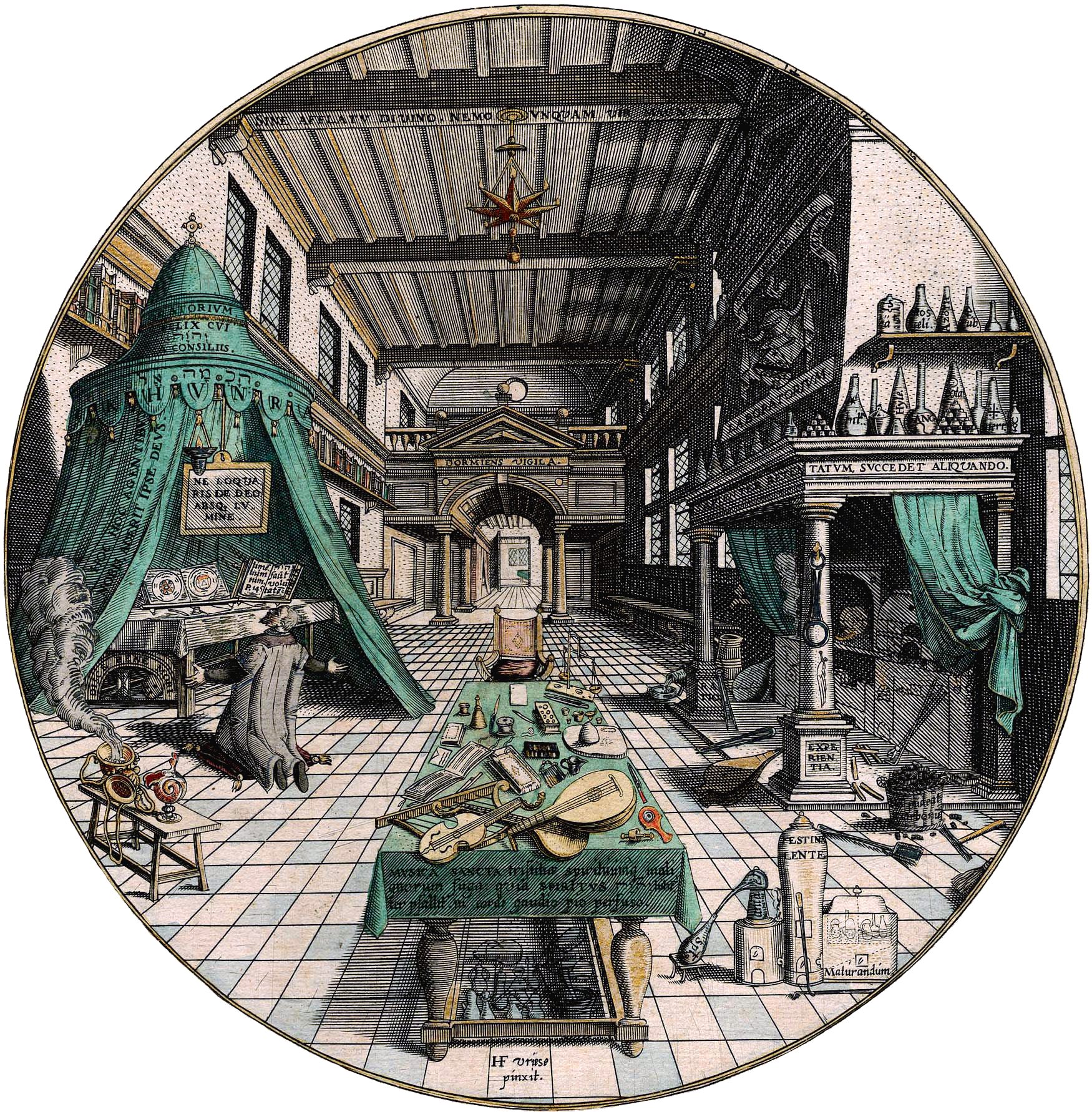
版画之一，“伟大成就的第一步”——更广为人知的名字是“炼金术士的实验室”，由荷兰人德弗里斯完成，展示了昆哈特在他的实验室里的情景。

## 赫尔墨斯主义炼金术士
关于炼金术，昆哈特最出名的作品是《永恒智慧的露天剧场》。
此书最早于1595年出版于汉堡，包括四幅手工上色，金银装饰的圆形版画。它们由昆哈特亲自设计，并由荷兰人德弗里斯刻画完成。而更加广为流传的版本是1609年于哈瑙出版的内容扩充版，书中对1595版的内容也有所修改。
在《露天剧场》中昆哈特为自己树立了一个虔诚的经验丰富的炼金术士形象，他将基督教与魔法联系起来， 描绘了一条通向完美精神世界的蜿蜒之路。

## 逝世
由于昆哈特在生前遭受了许多同时代学者的批评，大部分作品在他逝世后才得以出版。
1605年9月9日，昆哈特在德累斯顿（另一说在莱比锡）逝世。

## 引用
1. ↑  Albert Ladenburg: Heinrich Khunrath. In: Allgemeine Deutsche Biographie (ADB). Band 15. Duncker & Humblot, Leipzig 1882, S. 709.
2. ↑  De Signatura rerum naturalium theses (Basel, 1588)
3. ↑  也许是"Basilius Valentinus" 的作者